# Uropsalis
Uropsalis – rodzaj ptaków z podrodziny lelków (Caprimulginae) w obrębie rodziny lelkowatych (Caprimulgidae).

## Rozmieszczenie geograficzne
Rodzaj obejmuje gatunki występujące w zachodniej i północno-zachodniej Ameryce Południowej.

## Morfologia
Długość ciała 23–28 cm (bez wydłużonych piór ogonowych u samców, które mogą dochodzić do 79 cm długości); masa ciała 42–79 g.

## Systematyka
Rodzaj zdefiniował w 1915 roku amerykański ornitolog Waldron DeWitt Miller w artykule poświęconym trzem nowym rodzajom ptaków, opublikowanym w czasopiśmie „Bulletin of the American Museum of Natural History”. Gatunkiem typowym jest (oryginalne oznaczenie) lelkowiec lirosterny (U. lyra).

### Etymologia
Uropsalis: gr. ουρα oura ‘ogon’; ψαλις psalis, ψαλιδος psalidos ‘nożyczki, nożyce’.

### Podział systematyczny
Do rodzaju należą następujące gatunki:
- Uropsalis segmentata (Cassin, 1849) – lelkowiec wstęgosterny
- Uropsalis lyra (Bonaparte, 1850) – lelkowiec lirosterny